# Заводський (Парабельський район)
Заводськи́й (рос. Заводской) — селище у складі Парабельського району Томської області, Росія. Адміністративний центр Заводського сільського поселення.

## Населення
Населення — 390 осіб (2010; 394 у 2002).
Національний склад (станом на 2002 рік):
- росіяни — 93 %